# Лоран Анрік
Лоран Анрік (фр. Laurent Henric, 2 жовтня 1905, Аржеле-сюр-Мер — 3 березня 1992, Лез-Англь) — французький футболіст, що грав на позиції воротаря, зокрема, за клуби «Сет» та «Канн», а також за національну збірну Франції.. 
По завершенні ігрової кар'єри — тренер.

## Клубна кар'єра
У дорослому футболі дебютував 1922 року виступами за команду «Сет», в якій провів сім сезонів. 
Своєю грою за цю команду привернув увагу представників тренерського штабу клубу «Канн», до складу якого приєднався 1929 року. Відіграв за команду з Канн наступні два сезони своєї ігрової кар'єри.
Протягом 1932—1933 років захищав кольори «Антіба», а завершував ігрову кар'єру у команді «Сент-Етьєн», за яку виступав протягом 1933—1934 років.

## Виступи за збірну
1928 року дебютував в офіційних матчах у складі національної збірної Франції.
У складі збірної був учасником футбольного турніру на Олімпійських іграх 1928 року в Амстердамі, де, утім, був резервним голкіпером.
Загалом протягом дворічної кар'єри в національній команді провів у її формі 4 матчі, пропустивши 11 голів.

## Кар'єра тренера
Під час німецької окупації Франції у 1943-1944 роках тренував команду марсельського «Олімпіка».
Помер 3 березня 1992 року на 87-му році життя в Лез-Англі.
| Дата      | Місто    | Господарі | Результат | Гості      | Турнір           | Голи | Примітки |
| --------- | -------- | --------- | --------- | ---------- | ---------------- | ---- | -------- |
| 15-4-1928 | Коломб   | Франція   | 2 – 3     | Бельгія    | товариський матч | -3   |          |
| 24-2-1929 | Коломб   | Франція   | 3 – 0     | Угорщина   | товариський матч | -    |          |
| 24-3-1929 | Коломб   | Франція   | 2 – 0     | Португалія | товариський матч | -    |          |
| 14-4-1929 | Сарагоса | Іспанія   | 8 – 1     | Франція    | товариський матч | -8   |          |
| Усього    |          | Матчів    | 4         |            | Голів            | -11  |          |